# Football League Cup de 2011–12
A Copa da Liga Inglesa 2011–12 (conhecida como Carling Cup, por o patrocinador ser a Carling), foi a 52ª edição do torneio. Foi disputada por 92 equipes das 4 principais ligas do futebol inglês.

## Rodada Preliminar
| Data                | Partida      | Partida | Partida   |
| ------------------- | ------------ | ------- | --------- |
| 29 de julho de 2011 | Crawley Town | 3 – 2   | Wimbledon |

## Primeira fase
| Data                  | Partida                | Partida                    | Partida              |
| --------------------- | ---------------------- | -------------------------- | -------------------- |
| 9 de agosto de 2011   | Hartlepool United      | 1 – 1 (prorr.) 3 – 4 (pen) | Sheffield United     |
| 9 de agosto de 2011   | Rochdale               | 3 – 2 (prorr.)             | Chesterfield         |
| 9 de agosto de 2011   | Port Vale              | 2 – 4                      | Huddersfield Town    |
| 9 de agosto de 2011   | Rotherham United       | 1 – 4                      | Leicester City       |
| 9 de agosto de 2011   | Hull City              | 0 – 2                      | Macclesfield Town    |
| 9 de agosto de 2011   | Leeds United           | 3 – 2                      | Bradford City        |
| 9 de agosto de 2011   | Doncaster Rovers       | 3 – 0                      | Tranmere Rovers      |
| 9 de agosto de 2011   | Walsall                | 0 – 3                      | Middlesbrough        |
| 9 de agosto de 2011   | Barnsley               | 0 – 2                      | Morecambe            |
| 9 de agosto de 2011   | Accrington Stanley     | 0 – 2                      | Scunthorpe United    |
| 9 de agosto de 2011   | Derby County           | 2 – 3                      | Shrewsbury Town      |
| 9 de agosto de 2011   | Oldham Athletic        | 1 – 1 (prorr.) 2 – 4 (pen) | Carlisle United      |
| 9 de agosto de 2011   | Bury                   | 3 – 1                      | Coventry City        |
| 9 de agosto de 2011   | Burnley                | 6 – 3 (prorr.)             | Burton Albion        |
| 9 de agosto de 2011   | Preston North End      | 3 – 2                      | Crewe Alexandra      |
| 9 de agosto de 2011   | Nottingham Forest      | 3 – 3 (prorr.) 4 – 3 (pen) | Notts County         |
| 9 de agosto de 2011   | Brighton & Hove Albion | 1 – 0                      | Gillingham           |
| 9 de agosto de 2011   | Bournemouth            | 5 – 0                      | Dagenham & Redbridge |
| 9 de agosto de 2011   | Ipswich Town           | 1 – 2                      | Northampton Town     |
| 9 de agosto de 2011   | Cheltenham Town        | 1 – 4                      | Milton Keynes Dons   |
| 9 de agosto de 2011   | Plymouth Argyle        | 0 – 1                      | Millwall             |
| 9 de agosto de 2011   | Southampton            | 4 – 1                      | Torquay United       |
| 9 de agosto de 2011   | Portsmouth             | 0 – 1                      | Barnet               |
| 9 de agosto de 2011   | Stevenage              | 3 – 4 (prorr.)             | Peterborough United  |
| 9 de agosto de 2011   | Southend United        | 1 – 1 (prorr.) 4 – 3 (pen) | Leyton Orient        |
| 9 de agosto de 2011   | Wycombe Wanderers      | 3 – 3 (prorr.) 5 – 4 (pen) | Colchester United    |
| 9 de agosto de 2011   | Hereford United        | 1 – 0                      | Brentford            |
| 9 de agosto de 2011   | Exeter City            | 2 – 0                      | Yeovil Town          |
| 10 de agosto de 2011  | Oxford United          | 1 – 3 (prorr.              | Cardiff City         |
| 11 de agosto de 2011) | Sheffield Wednesday    | 0 – 0 (prorr.) 4 – 2 (pen) | Blackpool            |
| 23 de agosto de 2011  | Crystal Palace         | 2 – 0                      | Crawley Town         |
| 23 de agosto de 2011  | Bristol Rovers         | 1 – 1 (prorr.) 4 – 2 (pen) | Watford              |
| 23 de agosto de 2011  | Charlton Athletic      | 2 – 1                      | Reading              |
| 24 de agosto de 2011  | Bristol City           | 0 – 1                      | Swindon Town         |
| 24 de agosto de 2011  | West Ham United        | 1 – 2                      | Aldershot Town       |

## Segunda fase
| Data                   | Partida                | Partida        | Partida                 |
| ---------------------- | ---------------------- | -------------- | ----------------------- |
| 23 de agosto de 2011   | Millwall               | 2 – 0          | Morecambe               |
| 23 de agosto de 2011   | Bury                   | 2 – 4          | Leicester City          |
| 23 de agosto de 2011   | Bournemouth            | 1 – 4          | West Bromwich Albion    |
| 23 de agosto de 2011   | Aston Villa            | 2 – 0          | Hereford United         |
| 23 de agosto de 2011   | Brighton & Hove Albion | 1 – 0 (prorr.) | Sunderland              |
| 23 de agosto de 2011   | Shrewsbury Town        | 3 – 1          | Swansea City            |
| 23 de agosto de 2011   | Norwich City           | 0 – 4          | Milton Keynes Dons      |
| 23 de agosto de 2011   | Northampton Town       | 0 – 4          | Wolverhampton Wanderers |
| 23 de agosto de 2011   | Wycombe Wanderers      | 1 – 4          | Nottingham Forest       |
| 23 de agosto de 2011   | Burnley                | 3 – 2 (prorr.) | Barnet                  |
| 23 de agosto de 2011   | Doncaster Rovers       | 1 – 2          | Leeds United            |
| 23 de agosto de 2011   | Cardiff City           | 5 – 3 (prorr.) | Huddersfield Town       |
| 23 de agosto de 2011   | Queens Park Rangers    | 0 – 2          | Rochdale                |
| 24 de agosto de 2011   | Peterborough United    | 0 – 2          | Middlesbrough           |
| 24 de agosto de 2011   | Exeter City            | 1 – 3          | Liverpool               |
| 24 de agosto de 2011   | Blackburn Rovers       | 3 – 1          | Sheffield Wednesday     |
| 24 de agosto de 2011   | Everton                | 3 – 1          | Sheffield United        |
| 24 de agosto de 2011   | Bolton Wanderers       | 2 – 1          | Macclesfield Town       |
| 25 de agosto de 2011   | Scunthorpe United      | 1 – 2 (prorr.) | Newcastle United        |
| 30 de agosto de 2011   | Aldershot Town         | 2 – 0          | Carlisle United         |
| 30 de agosto de 2011   | Swindon Town           | 1 – 3          | Southampton             |
| 30 de agosto de 2011   | Leyton Orient          | 3 – 2          | Bristol Rovers          |
| 13 de setembro de 2011 | Charlton Athletic      | 0 – 2          | Preston North End       |
| 13 de setembro de 2011 | Crystal Palace         | 2 – 1          | Wigan Athletic          |

## Terceira fase
| Data                   | Partida                 | Partida                    | Partida              |
| ---------------------- | ----------------------- | -------------------------- | -------------------- |
| 20 de setembro de 2011 | Wolverhampton Wanderers | 5 – 0                      | Millwall             |
| 20 de setembro de 2011 | Aldershot Town          | 2 – 1                      | Rochdale             |
| 20 de setembro de 2011 | Arsenal                 | 3 – 1                      | Shrewsbury Town      |
| 20 de setembro de 2011 | Burnley                 | 2 – 1                      | Milton Keynes Dons   |
| 20 de setembro de 2011 | Leeds United            | 0 – 3                      | Manchester United    |
| 20 de setembro de 2011 | Nottingham Forest       | 3 – 4 (prorr.)             | Newcastle United     |
| 20 de setembro de 2011 | Aston Villa             | 0 – 2                      | Bolton Wanderers     |
| 20 de setembro de 2011 | Stoke City              | 0 – 0 (prorr.) 7 – 6 (pen) | Tottenham Hotspur    |
| 20 de setembro de 2011 | Blackburn Rovers        | 3 – 2                      | Leyton Orient        |
| 20 de setembro de 2011 | Crystal Palace          | 2 – 1                      | Middlesbrough        |
| 21 de setembro de 2011 | Cardiff City            | 2 – 2 (prorr.) 7 – 6 (pen) | Leicester City       |
| 21 de setembro de 2011 | Chelsea                 | 0 – 0 (prorr.) 4 – 3 (pen) | Fulham               |
| 21 de setembro de 2011 | Brighton & Hove Albion  | 1 – 2                      | Liverpool            |
| 21 de setembro de 2011 | Manchester City         | 2 – 0                      | Birmingham City      |
| 21 de setembro de 2011 | Southampton             | 2 – 1                      | Preston North End    |
| 21 de setembro de 2011 | Everton                 | 2 – 1 (prorr.)             | West Bromwich Albion |

## Quarta fase
| Data                  | Partida                 | Partida        | Partida           |
| --------------------- | ----------------------- | -------------- | ----------------- |
| 25 de outubro de 2011 | Cardiff City            | 1 – 0          | Burnley           |
| 25 de outubro de 2011 | Arsenal                 | 2 – 1          | Bolton Wanderers  |
| 25 de outubro de 2011 | Aldershot Town          | 0 – 3          | Manchester United |
| 25 de outubro de 2011 | Crystal Palace          | 2 – 0          | Southampton       |
| 26 de outubro de 2011 | Wolverhampton Wanderers | 2 – 5          | Manchester City   |
| 26 de outubro de 2011 | Stoke City              | 1 – 2          | Liverpool         |
| 26 de outubro de 2011 | Blackburn Rovers        | 4 – 3 (prorr.) | Newcastle United  |
| 26 de outubro de 2011 | Everton                 | 1 – 2 (prorr.) | Chelsea           |

## Quartas-de-final
| Data                  | Partida           | Partida        | Partida          |
| --------------------- | ----------------- | -------------- | ---------------- |
| 29 de outubro de 2011 | Arsenal           | 0 – 1          | Manchester City  |
| 29 de outubro de 2011 | Chelsea           | 0 – 2          | Liverpool        |
| 29 de outubro de 2011 | Cardiff City      | 2 – 0          | Blackburn Rovers |
| 30 de outubro de 2011 | Manchester United | 1 – 2 (prorr.) | Crystal Palace   |

## Semifinais
Jogos de ida
| 10 de janeiro de 2012 | Crystal Palace | 1 – 0     | Cardiff City | Estádio de Wembley, Londres        |
| 20:00                 | Gardner 43'    | Relatório |              | Público: 22 147 Árbitro: Mike Dean |

| 11 de janeiro de 2012 | Manchester City | 0 – 1     | Liverpool          | Etihad Stadium, Manchester         |
| 19:45                 |                 | Relatório | Gerrard 13' (pen.) | Público: 36 017 Árbitro: Lee Mason |

Jogos de volta
| 25 de janeiro de 2012 | Cardiff City      | 1 – 0 (prorr.) | Crystal Palace | Cardiff City Stadium , Cardiff       |
| 19:45                 | Gardner 7' (g.c.) | Relatório      |                | Público: 25 652 Árbitro: Howard Webb |

|                                   |       | Penalidades                  |  |
| Miller Conway Gestede Whittingham | 3 – 1 | Easter Scannell Jedinak Parr |  |

| 25 de janeiro de 2012 | Liverpool                        | 2 – 2     | Manchester City         | Anfield Road, Liverpool            |
| 19:45                 | Gerrard 41' (pen.) · Bellamy 74' | Relatório | De Jong 31' · Džeko 67' | Público: 44 590 Árbitro: Phil Dowd |

## Final
| 26 de fevereiro de 2012 | Cardiff City            | 2 – 2 (prorr.) | Liverpool              | Estádio de Wembley, Londres               |
| 16:00                   | Mason 19' · Turner 118' | Relatório      | Škrtel 60' · Kuyt 108' | Público: 89 041 Árbitro: Mark Clattenburg |

|                                          |       | Penalidades                       |  |
| Miller Cowie Gestede Whittingham Gerrard | 2 – 3 | Gerrard Adam Kuyt Downing Johnson |  |

| Campeão da Carling Cup 2011–12 |
| ------------------------------ |
| LIVERPOOL (8º título)          |